# Jarosław
Jarosław ( [jaˈrɔswaf]IPA, česky Jaroslav, německy Jaroslau, ukrajinsky Ярослав, v jidiš יאַרעסלאָוו / Jareslov) je město v jihovýchodním Polsku v Podkarpatském vojvodství, sídlo okresu Jarosław. Leží zhruba 30 km od ukrajinských hranic na železniční a silniční trase Krakov – Řešov – Lvov. Z hlediska historického zemského dělení patří k Červené Rusi a východní Haliči. Východním okrajem města protéká San. V roce 2024 zde žilo 35 298 obyvatel.

## Dějiny
Pověstným zakladatelem města byl kyjevský kníže Jaroslav I. Moudrý, po němž má být údajně pojmenováno. Původně se rozkládalo na Mikulášském kopci na místě, kde pak vzniklo benediktinské opatství. Patřilo k Červeňským hradům – území, které bylo v 10. a 11. století předmětem rivality mezi Kyjevskou Rusí a raným polským státem. První písemná zmínka pochází z roku 1152. Po rozpadu Kyjevské Rusi bylo součástí Haličsko-volyňského knížectví.
Po roce 1340 si Haličsko-Volyňsko včetně Jarosławi podmanil polský král Kazimír Veliký. V roce 1375, kdy byl zde místodržícím ve službách Ludvíka I. z Anjou Vladislav II. Opolský, proběhla lokace nového města na současném místě podle magdeburského práva spojená s příchodem německých kolonistů nazývaných Walddeutsche („lesní Němci“) nebo Głuchoniemcy („Hluchoněmci“). V roce 1387 byla Jarosław formálně přičleněna k Polskému království a královnou Hedvikou dána do vlastnictví Tarnovským, které později vystřídali Odrowążové, Kostkové, Ostrogští a další šlechtické rody. Z roku 1464 pochází první zmínka o Židech v Jarosławi.
Období rozkvětu zažilo město v 16. a první polovině 17. století. Proslavil jej zejména čtyřtýdenní letní jarmark začínající 15. srpna, na který přijíždělo dokonce 30 tisíc lidí z celé Evropy. Ve městě se usazovali představitelé různých národů, mj. Italové a Arménci, celkem čítalo tehdy na tři tisíce obyvatel. Měšťanské domy s podloubím a širokými průjezdy byly přizpůsobeny obchodním potřebám. Po Sanu se plavilo obilí, sůl a další zboží, vznikl první přístav. V roce 1571 byla na podnět Žofie Kostkové založena jezuitská kolej. Od roku 1630 se ve městě pravidelně konalo podzimní zasedání Sněmu čtyř zemí (Wa‘ad Arba‘ Aracot) – „židovského parlamentu“ Polského království. V souvislosti s narůstajícími hospodářskými problémy Polska a ničivými vpády Kozáků (1648), Švédů (1656), sedmihradských vojsk Jiřího II. Rákócziho (1657) a Tatarů (1672) klesl v druhé polovině 17. století význam jarmarků a s tím i města.

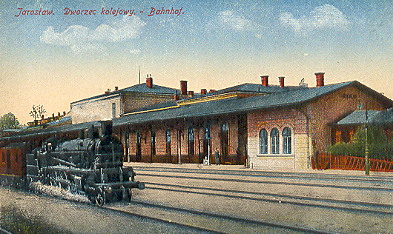
První vlakové nádraží

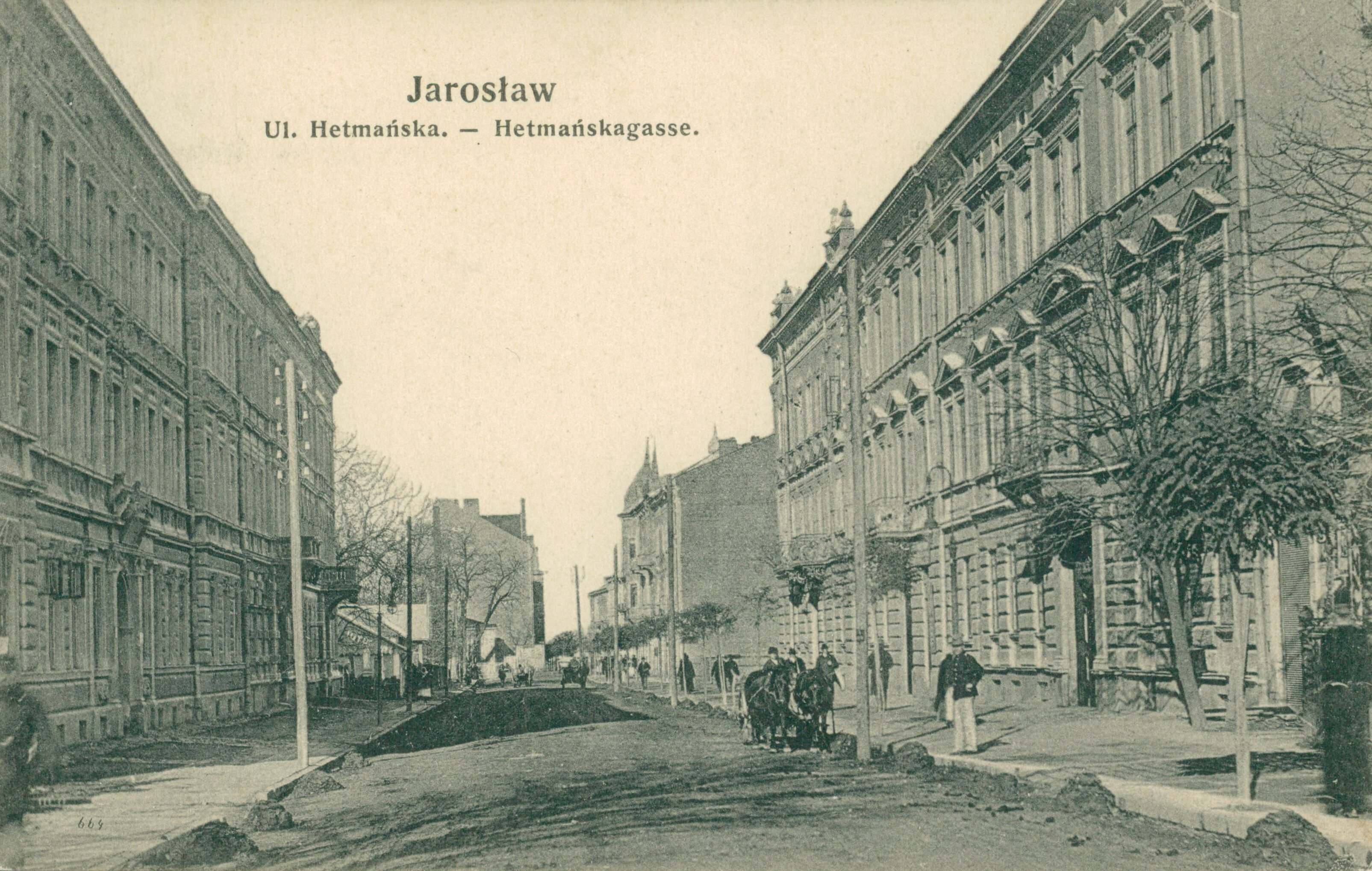
Ulice Hetmańska (nyní Słowackiego) kolem roku 1907

V roce 1772 se Jarosław v důsledku prvního dělení Polska stala součástí Habsburské monarchie. V rámci korunní země Halič náležela zpočátku k Sambirskému obvodu a roku 1854 vznikl samostatný okres Jarosław. V roce 1785 byla dokončena výstavba císařské silnice z Bělé do Lvova, jejímž pozůstatkem jsou dnešní ulice Krakowska, Jana Pawła II, Grunwaldzka a 3 Maja. Na základě josefinských reforem byly uzavřeny jarosławské kláštery jezuitů, benediktinů a františkánů a v roce 1807 byl zbourán původní farní kostel na hlavním náměstí. Došlo rovněž k odstranění starých hradeb. V roce 1860 získalo město železniční spojení s Krakovem a Lvovem
skrz Haličskou dráhu Karla Ludvíka (Galizische Carl Ludwig-Bahn), roku 1884 vznikla odbočka do Sokalu přes Lubaczów. Pro blízkost ruské hranice začal být po roce 1870 budován prstenec opevnění a usadila se zde četná vojenská posádka. Roku 1876 vznikla Parní továrna na piškoty, perníky a cukrovinky L. Czyńského (roku 1897 koupená Stanisławem Gurgulem), s níž začala tradice výroby „jarosławských piškotů“. Od roku 1892 bylo město oficiálně rozděleno na čtyři části: Střed (Śródmieście), Głębocké předměstí (jižní a jihovýchodní), Leżajské předměstí (severní a severovýchodní) a Krakovské předměstí (západní).
Podle sčítání lidu v roce 1900 měla Jarosław 22 660 obyvatel, z toho 85 % mluvilo polsky, 6,4 % ukrajinsky, 3,9 % německy a 0,9 % v jiném jazyce; 54 % byli římští katolíci, 25,2 % židé, 19,7 % řečtí katolíci a 1,2 % příslušníci ostatních nebo žádného náboženství. 4 964 osob aneb 21,9 % tvořili členové vojenské posádky.

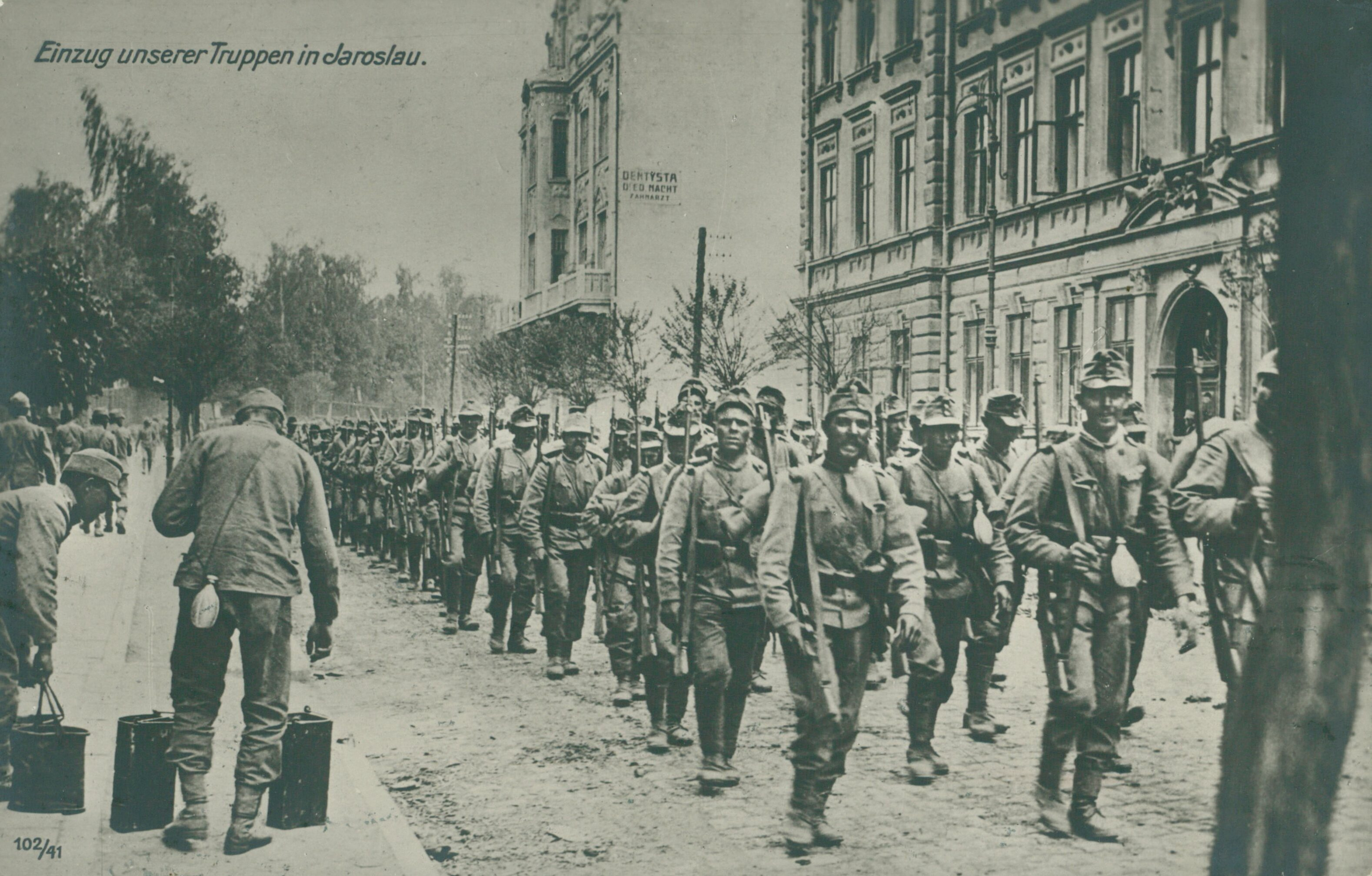
Návrat rakousko-uherských jednotek v květnu 1915

V letech 1914–1915 docházelo zde k potyčkám mezi rakousko-uherskou a ruskou armádou, Jarosław se dvakrát dostala pod ruskou okupaci (od 18. září do 5. října 1914 a od 13. listopadu 1914 do 15. května 1915). Po první světové válce připadla spolu s celou Haličí Polsku. V meziválečném období patřila Lvovskému vojvodství. Za druhé světové války byla okupována nacistickým Německem v rámci Generálního gouvernementu. V letech 1939–1941 vedla řekou San v bezprostřední blízkosti města německo-sovětská hranice. Hned v září 1939 bylo za ni vyhnáno na 10 tisíc jarosławských Židů.
Rudá armáda obsadila Jarosław 28. července 1944 a předala ji zpět polské správě. Poválečným posunutím hranic Polska na západ se město ocitlo v pohraničí a ztratilo přirozené vazby na Lvov. Bylo připojeno k nově vzniklému Řešovskému vojvodství, na které v roce 1998 navázalo Podkarpatské vojvodství. V letech 1975–1998 spadalo pod Přemyšlské vojvodství.
V období socialismu vznikla v Jarosławi řada průmyslových podniků: továrna na cukrářské pečivo SAN pokračující ve výrobě populárních piškotů (1951), pletárenské závody Jarlan (1968), sklárna Jarosław (1974, nyní část koncernu Owens-Illinois), masokombinát, agrokombinát. Byla postavena panelová sídliště podél výpadové silnice na Přemyšl (1000-Lecia, Braci Prośbów, Kalinki, Kombatantów, Kopernika, Niepodległości, Słoneczne) a v severozápadní části města (Armii Krajowej, Piłsudskiego, Pułaskiego, Witosa). Roku 1972 vyjely do ulic první autobusy MHD. Stavební katastrofa na hlavním náměstí v roce 1962 motivovala samosprávu města k zahájení zabezpečovacích prací v historickém jádru, pod nímž existuje od 16. století síť chodeb propojujících někdejší kupecká skladiště. Završilo je zpřístupnění v roce 1984 první podzemní turistické trasy. V roce 1998 vznikla Státní vysoká škola technická a ekonomická (Państwowa Wyższa Szkoła Techniczno-Ekonomiczna) – první vysoká škola ve městě.

## Významné pamětihodnosti

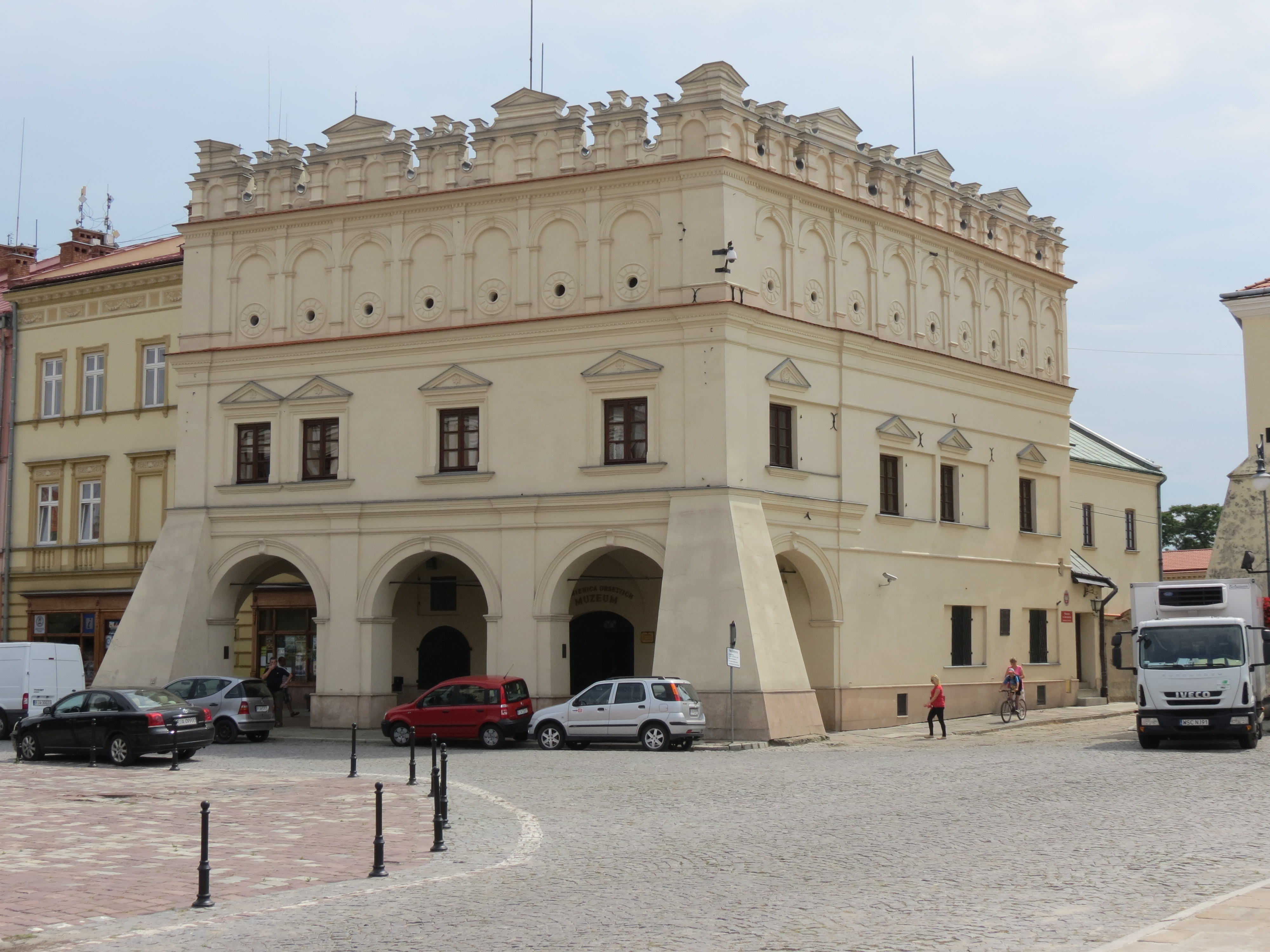
Orsettiho dům

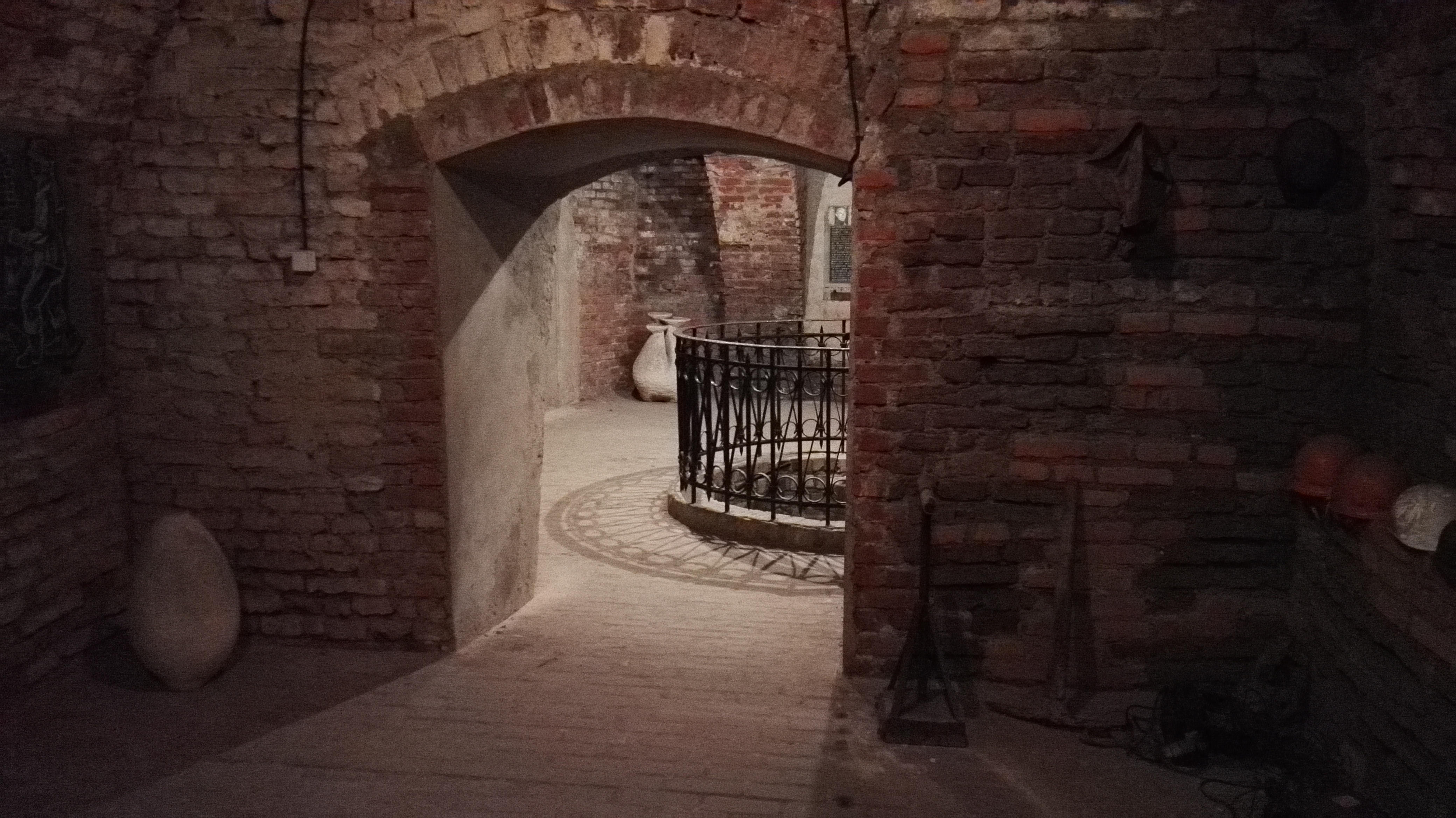
Podzemní turistická trasa Felikse Zalewského

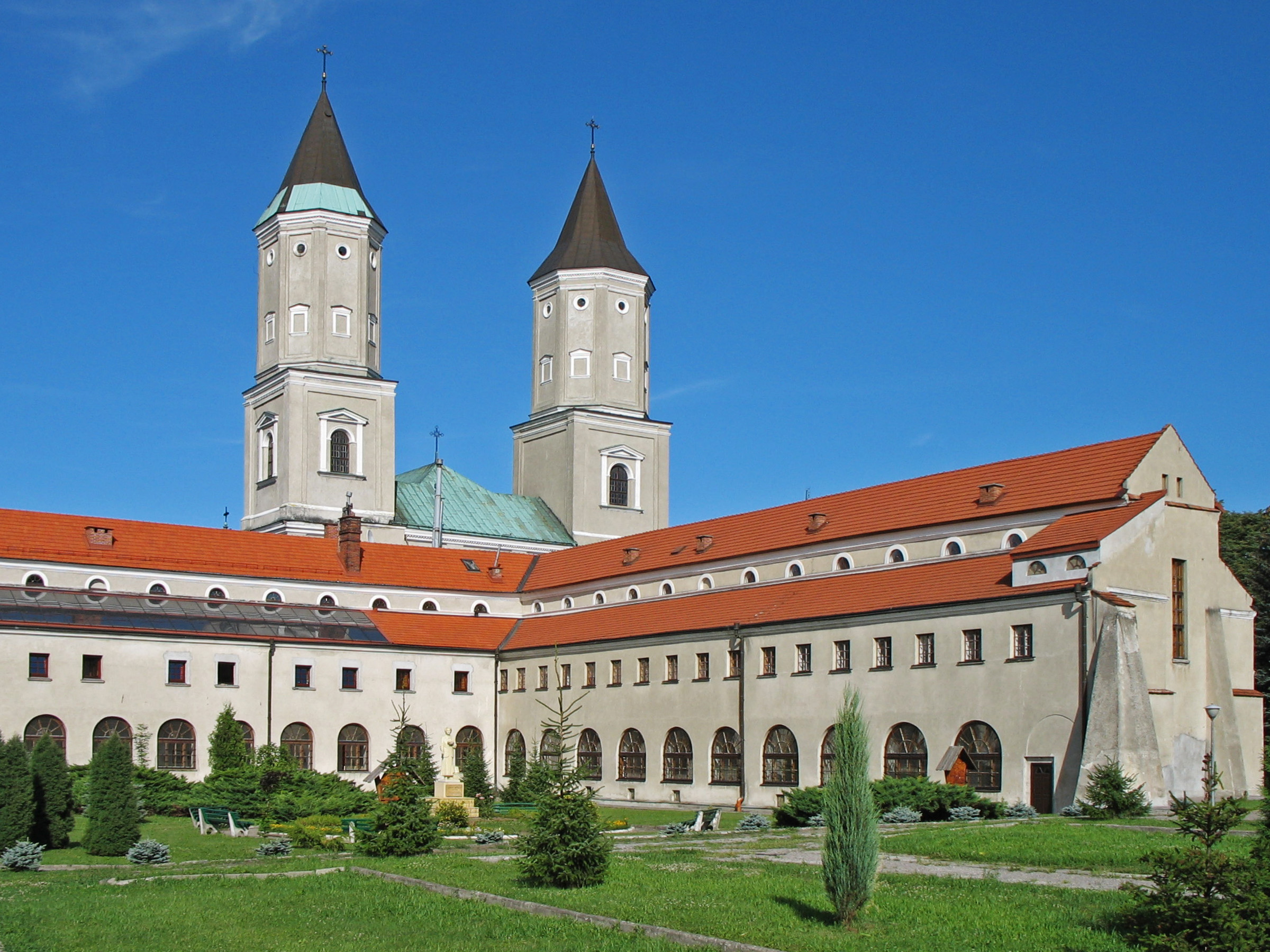
Benediktinské opatství

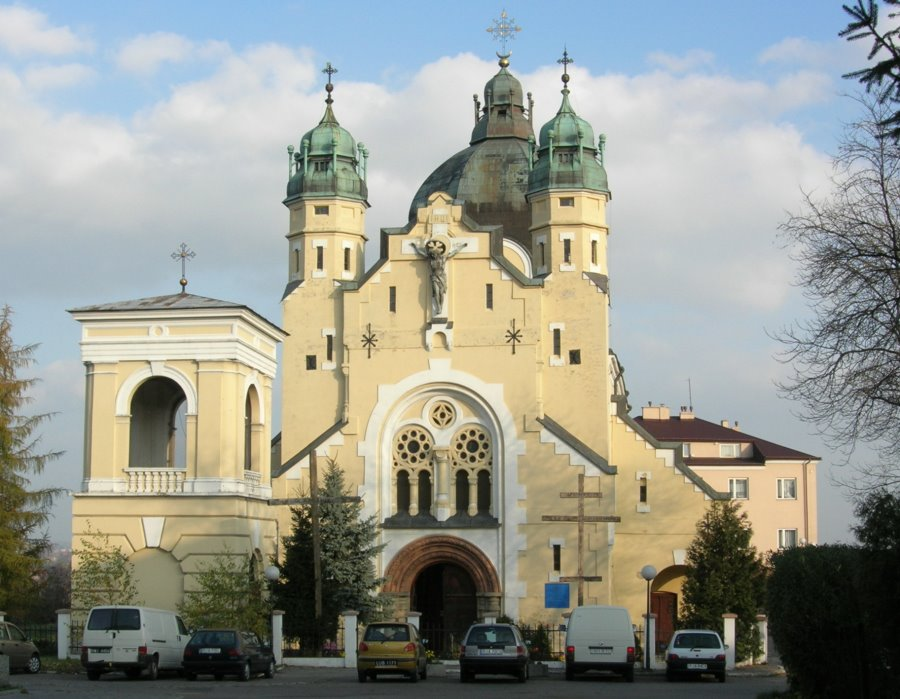
Řeckokatolický chrám

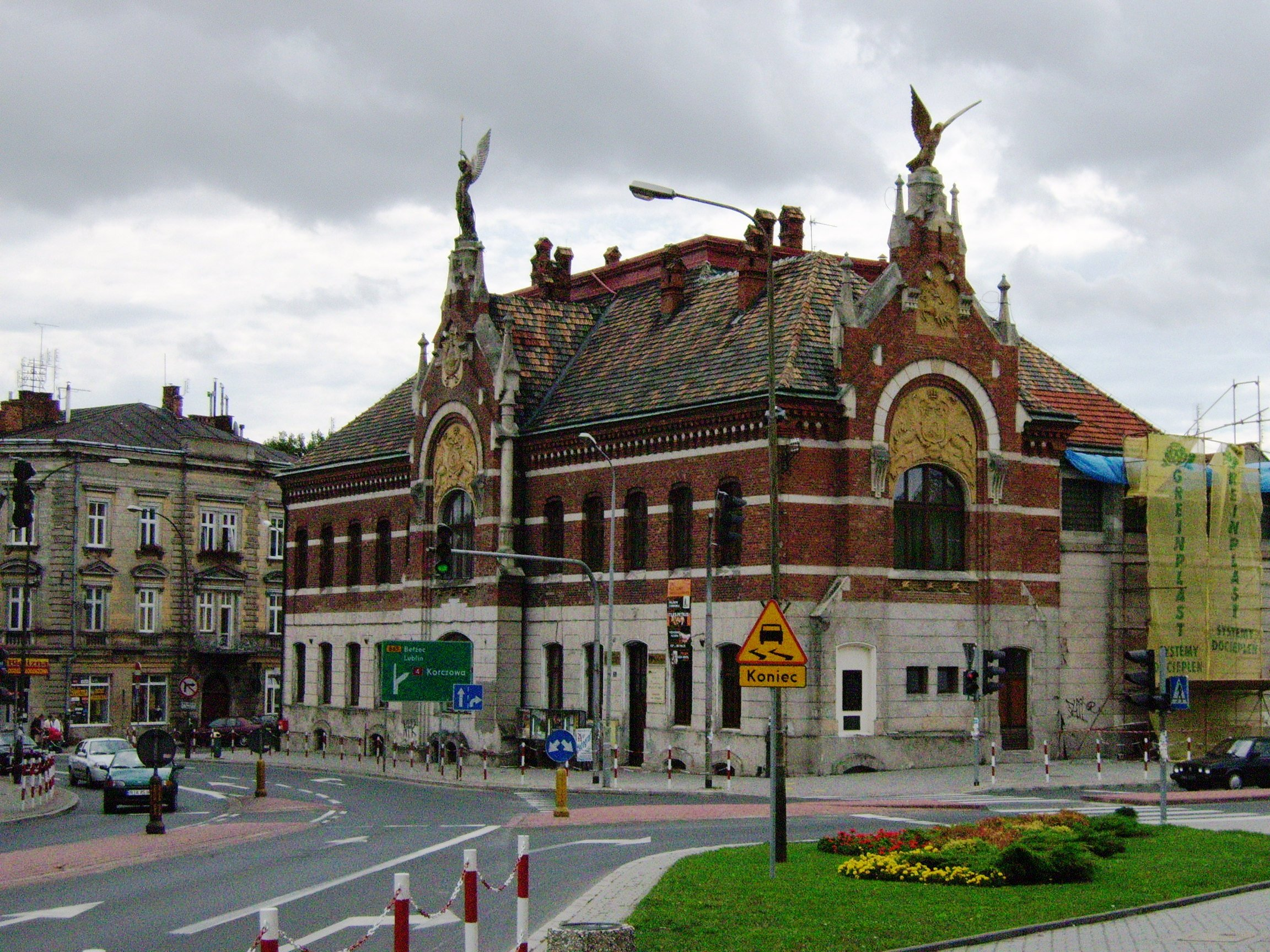
Sokolovna

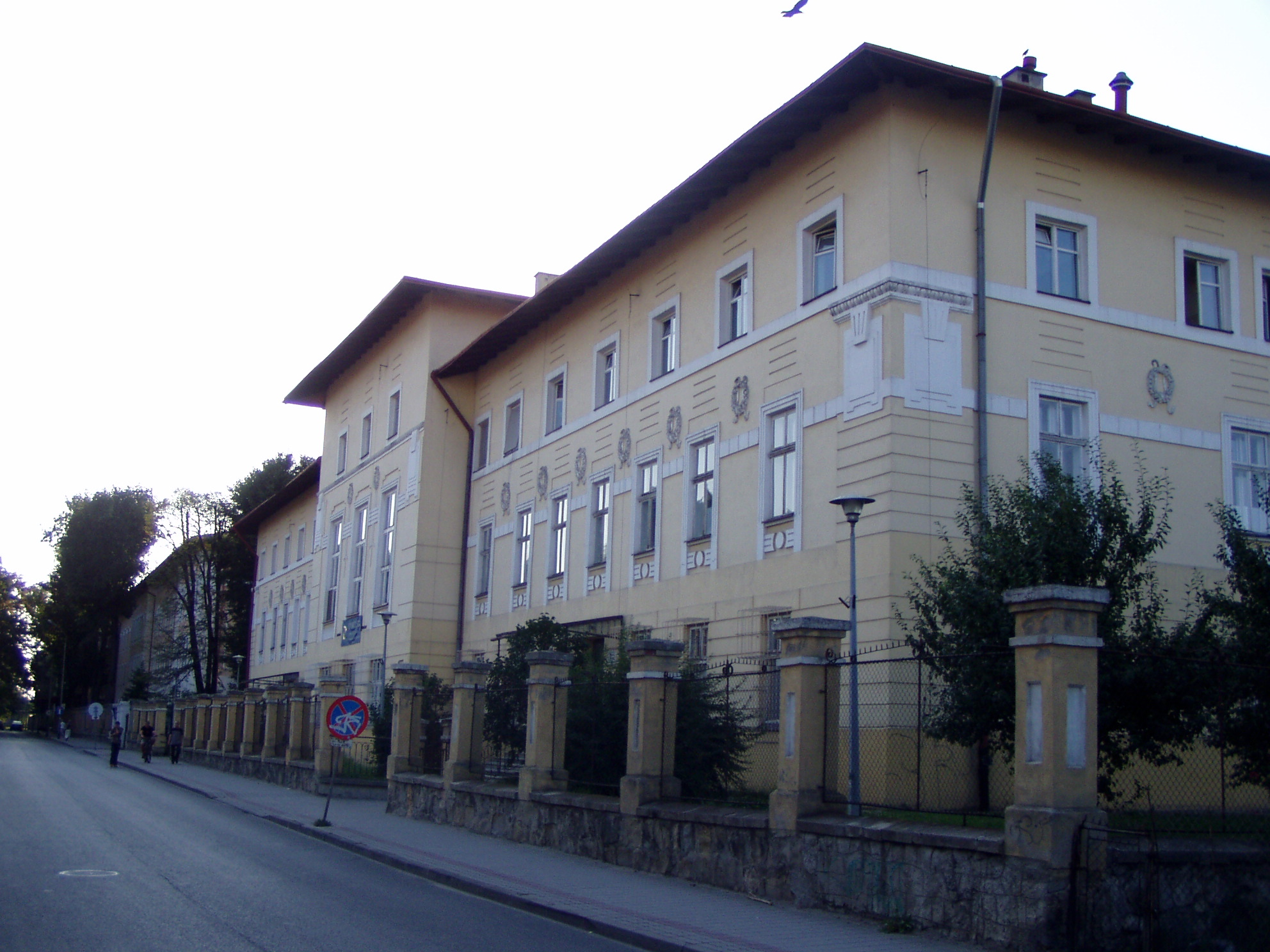
Psychiatrická léčebna – bývalá kasárna

- Hlavní náměstí (Rynek) – středobod historického jádra, náměstí ve tvaru nepravidelného čtyřúhelníku o rozměrech 100 x 100 m vytyčené při lokaci podle magdeburského práva v roce 1375; z jihozápadní strany k němu přiléhá náměstí sv. Michala (Plac Świętego Michała) – prostranství po farním kostele Všech Svatých zbouraném v roce 1807;[20]
  - Radnice – současnou novorenesanční podobu s charakteristickou hodinovou věží získala během přestavby v letech 1895–1896; nejzápadnější křídlo pochází z roku 1906, z východní strany byla v roce 1900 přistavěna budova městské šatlavy;[21]
  - Orsettiho dům – renesanční dům s podloubím a zdobenou atikou poprvé zmiňovaný v roce 1581 a do současné podoby přestavěn na podnět Wilhelma Orsettiho v letech 1633–1646;[22] je sídlem městského muzeum (Muzeum w Jarosławiu);[23]
  - Attavantiho dům – původně renesanční, přestavěný Juliem Attavantim po požáru v roce 1625 a v 19. století, kdy bylo přistavěno druhé patro; je sídlem turistického informačního centra;[24]
  - Gruszewiczův dům – postavený v první polovině 17. století, název pochází od lékárníka Adriana Gruszewicze, který ji koupil v roce 1633; původně typický kupecký dům s širokým průjezdem, v 19. století byl přestavěn; dochoval se Velký sál (Wielka Izba) s valenou klenbou s lunetami a původní polychromií s náboženskou tematikou, který je v současnosti využíván jako svatební obřadní síň;[25][26]
  - Podzemní turistický průchod (Podziemne Przejście Turystyczne) – spojené sklepy Gruszewiczova, Orsettiho a Attavantiho domu zpřístupněné v roce 2015; prohlídková trasa má 187 m, sahá 5,6 m pod povrch náměstí a doplňuje ji historicko-archeologická expozice;[24][27]
  - Rydzikův dům – postavený na začátku 17. století, nejlépe dochovaný příklad jarosławského měšťanského domu z období slavných jarmarků s typickým zastřešeným proskleným nádvořím, podloubím a sítí podzemních chodeb na několika úrovních, které sloužily jako skladiště obchodovaného zboží;[28] ty byly v roce 1984 zpřístupněný turistům jako Podzemní turistická trasa Felikse Zalewského (Podziemna Trasa Turystyczna im. prof. Feliksa Zalewskiego) o délce 150 m;[29]
  - Tržnice – postavená v letech 1913–1924 ve stylu tzv. polské renesance, nadále slouží svému původnímu účelu;[30]
- Ulice Grodzka – hlavní pěší zóna se zástavbou převážně z 19. století;
- Římskokatolický kostel Božího Těla – původně jezuitský, postavený v letech 1582–1594; po zrušení jezuitského řádu v roce 1773 byl proměněn ve muniční sklad a od roku 1808 nahradil zbouraný farní kostel na dnešním náměstí sv. Michala; v 19. století byl přestavován; přiléhají k němu budovy bývalé jezuitské koleje – v jednom se nyní nachází fara, druhý je sídlem základní školy;[31][32]
- Benediktinské opatství – založené Annou Alojzou Ostrogskou v roce 1611 na Mikulášském kopci, kde se rozkládalo původní raně středověké město; po zrušení řádu v roce 1782 císařem Josefem II. areál sloužil jako sklad a kasárny, později též věznice nebo internát; benediktinky se do něj vrátily až v roce 1991; skládá se z barokního kostela sv. Mikuláše a Stanislava (1614–1624/1635) se dvěma 40metrovými věžemi, přilehlé budovy kláštera (dokončeno před rokem 1648), několika menších objektů včetně novostavby, v níž sídlí křesťanské středisko Ośrodek Kultury i Formacji Chrześcijańskiej, a pásu hradeb s osmi baštami;[33]
- Dominikánský klášter a kostel Panny Marie Bolestné na Krakovském předměstí – původně jezuitský komplex založený po roce 1629 na místě, kde byla od 14. století uctívána dřevěná soška zobrazující pietu; v letech 1696–1713 a 1743–1768 byl podstatně rozšířen a přestavěn ve stylu vrcholného baroka; je obklopen hradbami, které v současné podobě pocházejí z poloviny 18. století; po zrušení jezuitského řádu jej převzali dominikáni;[34]
- Františkánský klášter a kostel Nejsvětější Trojice – založený v roce 1700, barokní kostel byl dokončený roku 1716;[35]
- Řeckokatolický chrám Proměnění Páně – postavený v letech 1717–1749 na místě, kde původně stál jarosławský zámek; do současné trojlodní podoby s dvouvěžím a kupolí byl přestavěn v letech 1911–1912;[36]
- Římskokatolický kostel svatého Ducha – barokní špitální kostelík z roku 1689; v letech 1797–1945 evangelický;[37]
- Velká synagoga – postavená v roce 1811 a důkladně rekonstruovaná roku 1905; interiér byl během druhé světové války zdevastován; nyní slouží jako sídlo střední umělecké školy (Zespół Szkół Plastycznych); sousedí s ní Malá synagoga z přelomu 19. a 20. století, nyní nevyužívaná;[38]
- Sokolovna – eklektická stavba podle návrhu Teodora Talowského z roku 1900; nyní Městské kulturní středisko (Miejski Ośrodek Kultury);[39]
- Jad Charyjcym – novobarokní z roku 1912; původně sídlo Spolku vzájemné pomoci židovských řemeslníků, po druhé světové válce sloužil jako kulturní dům, knihovna a sídlo baletního spolku, v současnosti není využíván;[40]
- Gwiazda – budova z roku 1903, původně sídlo Spolku křesťanských řemeslníků svatého Josefa; v současnosti sídlo baletního spolku (Powiatowe Ognisko Baletowe);[41]
- Kasárna – několik kasárenských areálů z přelomu 19. a 20. století rozesetých po celém území města; mezi největší patří kasárna 89. pěšího pluku, která nyní tvoří kampus Státní vysoké školy technické a ekonomické (Państwowa Wyższa Szkoła Techniczno-Ekonomiczna),[42] dělostřelecká kasárna u výpadovky na Přemyšl (1887–1897), jež nadále slouží vojenským účelům,[43] kasárna Zeměbraneckého pěšího pluku č. 34 (1900–1901), v nichž sídlí psychiatrická léčebna,[44]
- Park Baśky Puzon – bývalý řeckokatolický hřbitov zrušený po druhé světové válce; dochovala se hřbitovní kaple – osamocené kněžiště někdejšího farního chrámu Zesnutí Panny Marie ze 17. století;[45]
- Starý hřbitov na Krakovském předměstí – městský hřbitov založený v roce 1784 s četnými památkami sepulkrálního umění a klasicistní kaplí z roku 1832;[46]
- Židovský hřbitov ve čtvrti Kruhel Pawłosiowski – založený v roce 1699; dochovalo se na 50 hrobů, mezi nimi najdeme novodobý ohel cadika Šimona Marylese (1758–1849), tvůrce tzv. jarosławského chasidismu;[47]

## Doprava

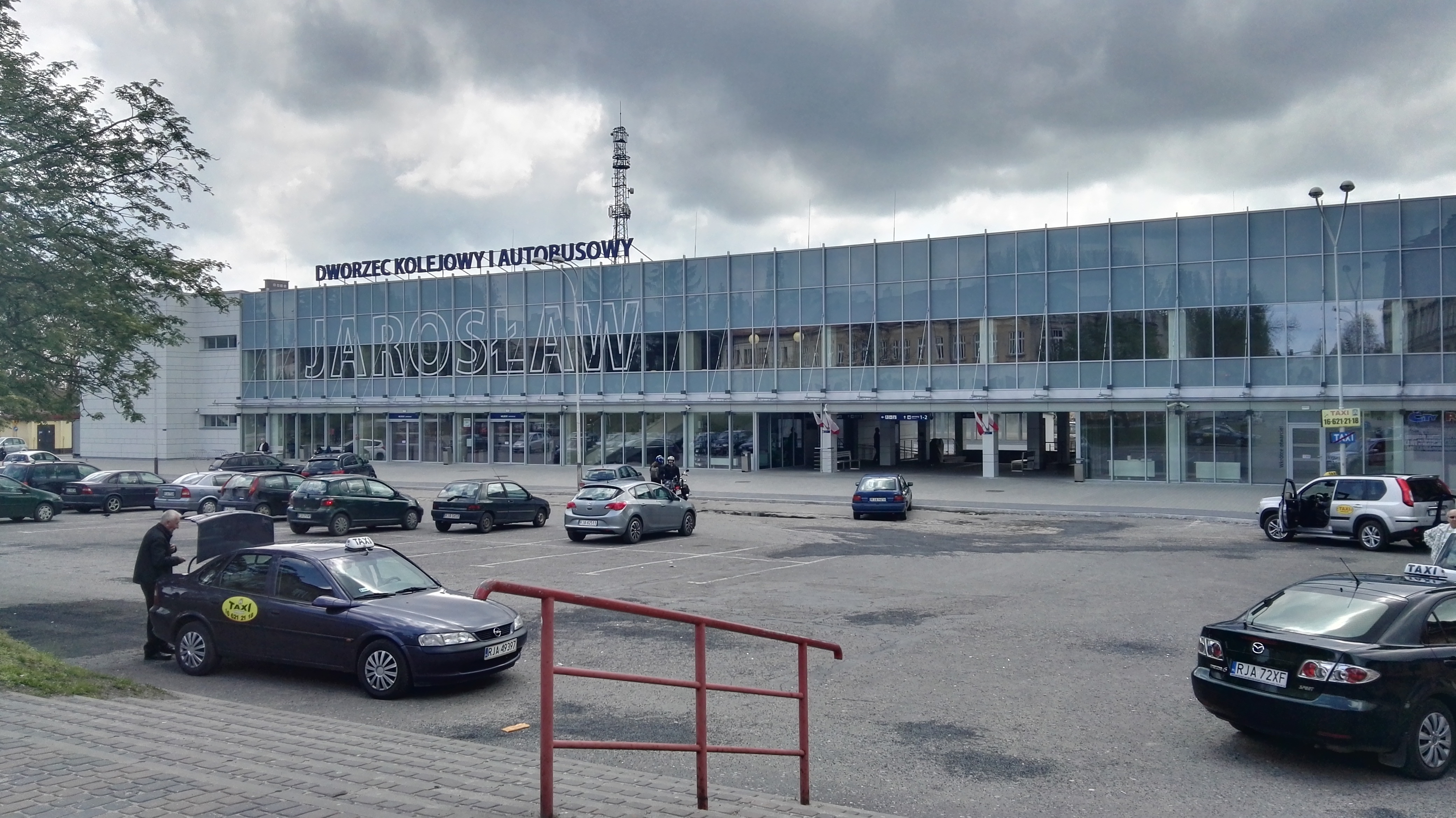
Nádraží

Město leží na železniční magistrále Krakov – Řešov – Lvov, historické Haličské dráze Karla Ludvíka, která je nyní součástí III. panevropského koridoru. Stanici Jarosław obsluhují vlaky PKP Intercity mířící z polského vnitrozemí (Krakov, Vratislav, Varšava, Gdaňsk a další) a ze zahraničí (Praha, Berlín, Štýrský Hradec) do Přemyšle, kde na ně navazují vlaky ukrajinských železnic, a také regionální spoje společnosti Polregio z Řešova do Přemyšle a ve směru Lubaczów/Zamość. V roce 2016 byla dokončena rekonstrukce nádraží, které bylo propojeno se sousedním autobusovým stanovištěm.
Městskou autobusovou dopravu zajišťuje dopravní podnik MZK Jarosław na šesti linkách. Příměstské a regionální spoje provozuje PKS Jarosław a řada soukromých minibusových dopravců (Eurobus, Bus Natura, Damil Trans, Afar Bus a další).
Jarosławí prochází národní silnice č. 94 – „stará silnice“ spojující hraniční přechod Korczowa/Krakovec s polským vnitrozemím – a č. 77 z Přemyšle do Sandoměře a Lipniku ve Svatokřížském vojvodství. Vojvodská silnice č. 865 spojuje Jarosław s Lubaczówem, č. 870 s městečkem Sieniawa a č. 880 s Pruchnikem. V roce 2012 byl dokončen východní obchvat. Dálnice A4 vede zhruba šest kilometrů jihozápadně od města, obsluhují jej křižovatky Jarosław Zachód (Jarosław-západ) u obce Mirocin (křížení se silnicí č. 94) a Jarosław Wschód (Jarosław-východ) u obce Pawłosiów (křížení se silnicí č. 880).

## Rodáci
- Harry Abend (1937–2021) – architekt a sochař působící ve Venezuele
- Erna Bogen-Bogáti (1906–2002) – fleretistka, členka maďarské reprezentace v letech 1928–1937
- Edmond Wilhelm Brillant (1916–2004) – inženýr, člen Hagany, jeden ze zakladatelů izraelského námořnictva
- Aleksander Fredro (1793–1876) – spisovatel období romantismu proslulý svými komediemi, narozený v obci Surochów poblíž Jarosławi
- Mieczysław Gębarowicz (1893–1984) – historik umění, ředitel Ossolineum v letech 1941–1946
- Max Glass (1881–1965) – filmový režisér, scenárista a producent
- Roman Kudlyk (1941–2019) – spisovatel a literární kritik
- Dov Lior (* 1933) – ortodoxní rabín působící na území Západního břehu Jordánu
- Stanislav Ljudkevyč (1879–1979) – skladatel a hudební pedagog, badatel ukrajinského folkloru
- Anna Alojza Ostrogská (1600–1654) – polská kněžna, mecenáška jezuitského a benediktinského řádu
- Józef Pomiankowski (1866–1929) – důstojník rakousko-uherské a polské armády, vedl vojenskou misi v Osmanské říši během první světové války
- Arieh Sharon (1900–1984) – architekt a urbanista, představitel funkcionalismu, jeden z tvůrců Bílého města v Tel Avivu
- Sam Spiegel (1901–1985) – filmový producent, produkoval mj. snímky V přístavu, Most přes řeku Kwai a Lawrence z Arábie

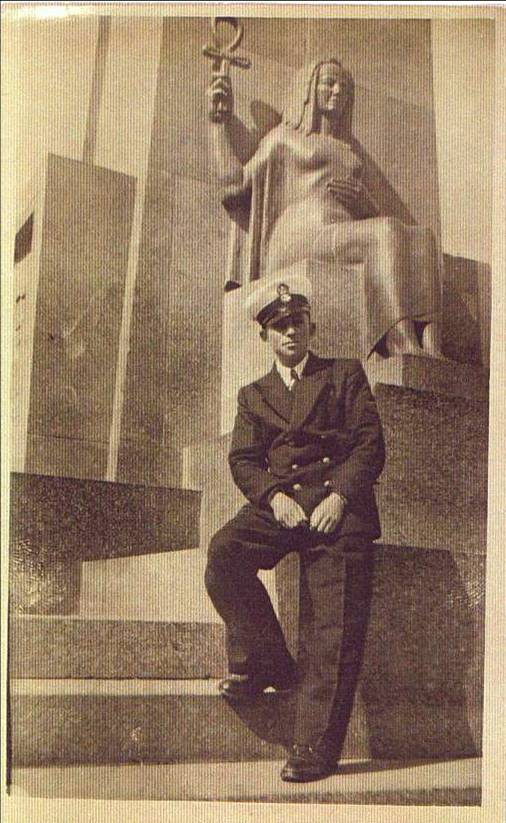
Edmond Wilhelm Brillant
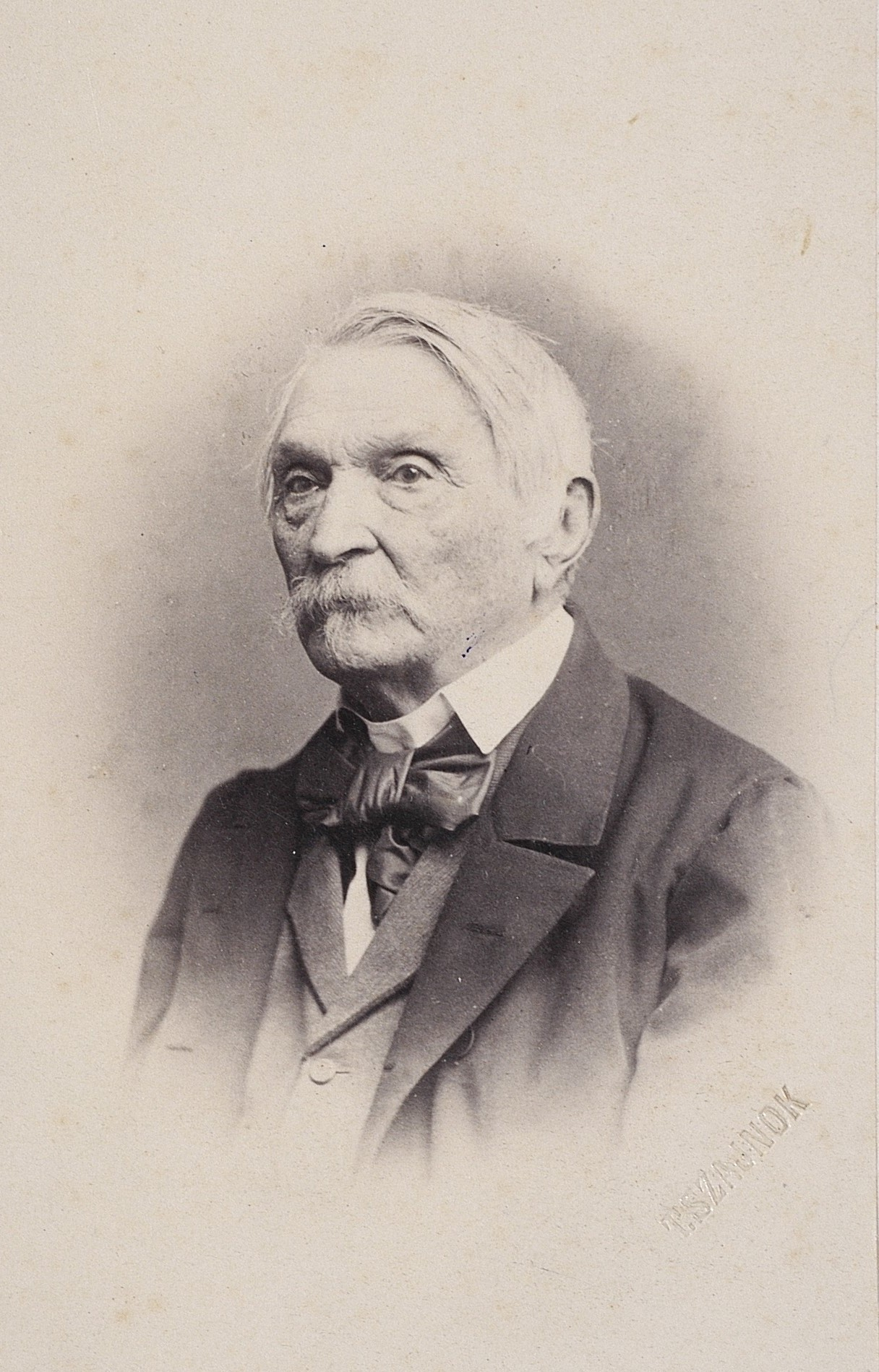
Aleksander Fredro
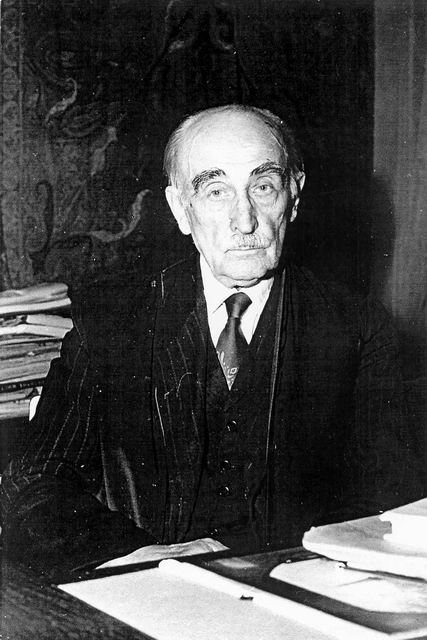
Mieczysław Gębarowicz
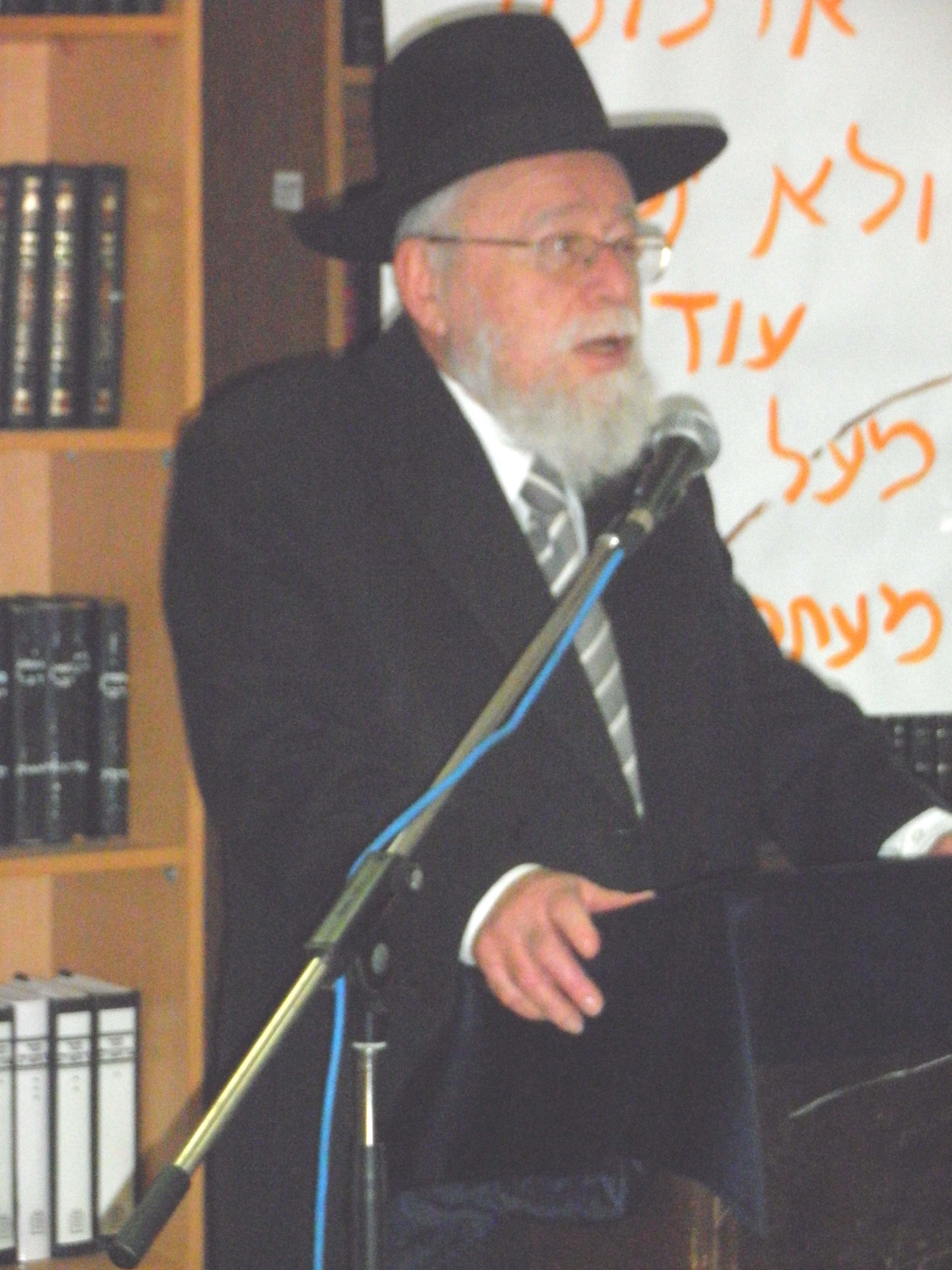
Dov Lior
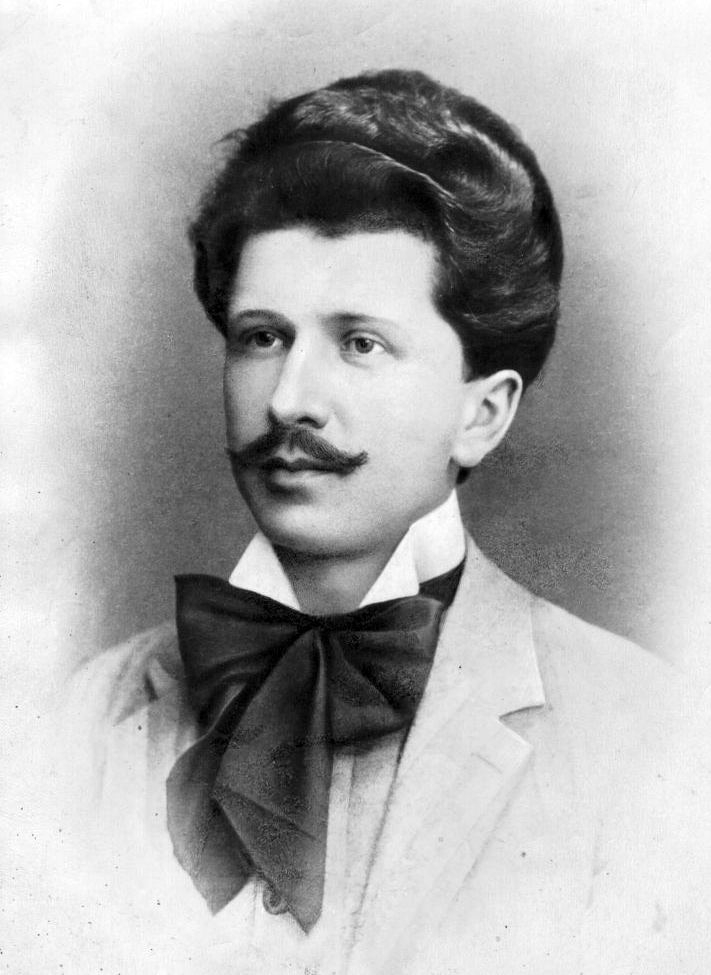
Stanislav Ljudkevyč

## Partnerská města
- Dingelstädt (Německo, spolková země Durynsko)
- Humenné (Slovensko, Prešovský kraj)
- Javoriv (Ukrajina, Lvovská oblast)
- Kőbánya – X. městský obvod Budapešti (Maďarsko)
- Michalovce (Slovensko, Košický kraj)
- Orange (Francie, region Provence-Alpes-Côte d'Azur)
- Svidník (Slovensko, Prešovský kraj)
- Užhorod (Ukrajina, Zakarpatská oblast)
- Vyškov (Česko, Jihomoravský kraj)